# Eruption (Van Halen)
"Eruption" is een instrumentaal nummer van Van Halen van hun eerste album, Van Halen. Het nummer is geschreven en bijna alleen opgevoerd door Eddie Van Halen.